# وستیش
وستیش (به چکی: Vstiš) یک منطقهٔ مسکونی در جمهوری چک است که در شهرستان پلزن-جنوبی واقع شده‌است. وستیش ۷٫۷۲ کیلومتر مربع مساحت و ۴۸۶ نفر جمعیت دارد و ۳۳۶ متر بالاتر از سطح دریا واقع شده‌است.